# Erberth Santos
Erberth Santos de Mesquita (Zé Doca, 17 de fevereiro de 1994), é um lutador brasileiro de jiu-jitsu, faixa preta de Luiz Guigo e campeão mundial 2017 na categoria super-pesado da International Brazilian Jiu-Jitsu Federation (IBJJF).

## Biografia
Erberth Santos se mudou ainda jovem para a cidade de Boa Vista, Roraima. Começou aos nove anos no jiu-jitsu por influência de seu ex-cunhado, o lutador de MMA Fabiano Silva ("Jacarezinho"). Começou a treinar no projeto social da Associação PF Team, que é coordenado pelo professor Pedro Freitas e ensina jiu-jitsu para as crianças da capital de Roraima.
Em 2017, Erberth abriu sua própria equipe, a "Esquadrão Brasileiro de Jiu Jitsu", em São Paulo.

## Campeonato Mundial de Jiu-Jitsu
Em 2016, fez a final da categoria absoluto contra Marcus Almeida, perdendo por 6 a 4. Levando Marcus ao título de primeiro tetracampeão mundial absoluto.
Em 2017, sagrou-se campeão da categoria super-pesado em cima do Bernardo Faria.

## Polêmicas
Em 2015, Erberth agrediu seu adversário com uma cotovelada durante um campeonato, o que iniciou uma briga. Em 2017, mais uma cotovelada sobre um adversário mais leve, e outra briga contra Alexandre Vieira.
O ano de 2018 foi bastante difícil para Erberth. Foi finalizado pelo escandinavo e recém faixa preta Tommy Langaker no Campeonato Europeu, tendo possivelmente agredido Langaker momentos antes de ser finalizado, com um chute deliberado no rosto. Em seguida, mais uma vez foi derrotado pelo polonês Adam Wardziński no ACB Jiu Jitsu, em luta onde Erberth pareceu simplesmente desistir, após estar em grande desvantagem. Após as derrotas, Erberth anunciou que iria se poupar das competições por um tempo e se dedicar à sua academia.
Em fevereiro de 2019, Erberth Santos lutou mais uma vez com Felipe Preguiça pelo BJJStar, competição que reuniu grandes nomes do BJJ nacional. Desde as semanas que antecederam a luta até o momento da pesagem, onde prometeu dar um show, houve muitas provocações, principalmente por parte de Erberth. Ele sentiu dores no joelho nos momentos iniciais da luta e, enquanto era atendido pelo médico, começou a discutir com alguém fora do tatame. Momentos depois, ele se levantou e partiu para cima da torcida de maneira descontrolada. Isso gerou uma briga, e tanto a equipe do evento como espectadores tentaram conter Erberth, que foi retirado do local. A vitória foi dada à Felipe Preguiça, por desclassificação.

## Crime
Em 24 de agosto de 2023, Erberth Santos e o também lutador André Pessoa foram presos em Boituva, SP, acusados de ter cometido ao menos quatro estupros e uma série de roubos, com uso de armas brancas, ameaças e agressões, em diversas cidades do Mato Grosso do Sul. Erberth e André confessaram todos os crimes, e 26 aparelhos celulares foram apreendidos com eles.
Erberth Santos e André Pessoa tiveram a prisão preventiva decretada pela justiça, em audiência de custódia no dia 25 de agosto de 2023 e foram transferidos para a penitenciária Dr. Antônio de Souza Neto em Sorocaba, SP, para aguardar o andamento do processo.
Em 16 de novembro de 2024, Erberth e André foram condenados a 14 anos de prisão. 